# کالیکستو مالکوم
کالیکستو مالکوم (اسپانیایی: Calixto Malcom‎; ۱۵ فوریهٔ ۱۹۴۷ – فوریه ۲۰۲۱) بازیکن بسکتبال اهل پاناما بود.